# Novara Calcio 1985-1986
Questa voce raccoglie le informazioni riguardanti il Novara Calcio nelle competizioni ufficiali della stagione 1985-1986.

## Rosa
| N. |                   | Ruolo | Calciatore          |
| -- | ----------------- | ----- | ------------------- |
|    | Italia (bandiera) | C     | Mirco Balacich      |
|    | Italia (bandiera) | C     | Dario Catena        |
|    | Italia (bandiera) | P     | Antonello De Giorgi |
|    | Italia (bandiera) | C     | Mauro De Riggi      |
|    | Italia (bandiera) | C     | Sergio Di Marzio    |
|    | Italia (bandiera) | C     | Manuele Domenicali  |
|    | Italia (bandiera) | A     | Marco Fabrizi       |
|    | Italia (bandiera) | D     | Giancarlo Majerna   |
|    | Italia (bandiera) | D     | Franco Merendi      |
|    | Italia (bandiera) | D     | Matteo Paladin      |

| N. |                   | Ruolo | Calciatore        |
| -- | ----------------- | ----- | ----------------- |
|    | Italia (bandiera) | D     | Giovanni Pioletti |
|    | Italia (bandiera) | P     | Massimo Santucci  |
|    | Italia (bandiera) | A     | Michele Scola     |
|    | Italia (bandiera) | D     | Stefano Serami    |
|    | Italia (bandiera) | A     | Giuseppe Stanzú   |
|    | Italia (bandiera) | D     | Mario Tacca       |
|    | Italia (bandiera) | A     | Massimo Veschetti |
|    | Italia (bandiera) | C     | Sergio Zardi      |
|    | Italia (bandiera) | D     | Stefano Zironi    |

## Risultati

### Campionato

#### Girone di andata
| 22 settembre 1985 1ª giornata | Novara | 0 – 1 | Treviso |  |

| 29 settembre 1985 2ª giornata | Pergocrema | 0 – 0 | Novara |  |

| 6 ottobre 1985 3ª giornata | Novara | 1 – 1 | Giorgione |  |

| 13 ottobre 1985 4ª giornata | Centese | 0 – 0 | Novara |  |

| 20 ottobre 1985 5ª giornata | Novara | 1 – 0 | Venezia |  |

| 27 ottobre 1985 6ª giornata | Ospitaletto | 2 – 0 | Novara |  |

| 3 novembre 1985 7ª giornata | Novara | 0 – 0 | Omegna |  |

| 10 novembre 1985 8ª giornata | Novara | 0 – 0 | Pordenone |  |

| 17 novembre 1958 9ª giornata | Montebelluna | 3 – 2 | Novara |  |

| 24 novembre 1985 10ª giornata | Novara | 1 – 2 | Pievigina |  |

| 1º dicembre 1985 11ª giornata | Pro Vercelli | 0 – 0 | Novara |  |

| 8 dicembre 1985 12ª giornata | Novara | 1 – 0 | Mantova |  |

| 15 dicembre 1985 13ª giornata | Pro Patria | 0 – 1 | Novara |  |

| 22 dicembre 1985 14ª giornata | Fanfulla | 3 – 1 | Novara |  |

| 5 gennaio 1986 15ª giornata | Novara | 3 – 0 | Leffe |  |

| 12 gennaio 1986 16ª giornata | Orceana | 1 – 1 | Novara |  |

| 19 gennaio 1986 17ª giornata | Novara | 4 – 0 | Mestre |  |

#### Girone di ritorno
| 26 gennaio 1986 18ª giornata | Treviso | 3 – 2 | Novara |  |

| 2 febbraio 1986 19ª giornata | Novara | 1 – 1 | Pergocrema |  |

| 9 febbraio 1986 20ª giornata | Giorgione | 1 – 0 | Novara |  |

| 16 febbraio 1986 21ª giornata | Novara | 0 – 0 | Centese |  |

| 23 febbraio 1986 22ª giornata | Venezia | 0 – 0 | Novara |  |

| 2 marzo 1986 23ª giornata | Novara | 1 – 0 | Ospitaletto |  |

| 9 marzo 1986 24ª giornata | Omegna | 0 – 0 | Novara |  |

| 23 marzo 1986 25ª giornata | Pordenone | 0 – 0 | Novara |  |

| 29 marzo 1986 26ª giornata | Novara | 1 – 0 | Montebelluna |  |

| 6 aprile 1986 27ª giornata | Pievigina | 0 – 0 | Novara |  |

| 13 aprile 1986 28ª giornata | Novara | 1 – 2 | Pro Vercelli |  |

| 20 aprile 1986 29ª giornata | Mantova | 1 – 1 | Novara |  |

| 4 maggio 1986 30ª giornata | Novara | 0 – 0 | Pro Patria |  |

| 11 maggio 1986 31ª giornata | Novara | 0 – 0 | Fanfulla |  |

| 18 maggio 1986 32ª giornata | Leffe | 0 – 1 | Novara |  |

| 25 maggio 1986 33ª giornata | Novara | 2 – 1 | Orceana |  |

| 1º giugno 1986 34ª giornata | Mestre | 1 – 1 | Novara |  |